# Archepsilonema microamphidis
Archepsilonema microamphidis är en rundmaskart som beskrevs av Steiner 1931. Archepsilonema microamphidis ingår i släktet Archepsilonema och familjen Epsilonematidae. Inga underarter finns listade i Catalogue of Life.